# Faada Freddy
Faada Freddy est le nom de scène d'Abdou Fatha Seck, un chanteur et rappeur sénégalais né le 10 janvier 1975 à Dakar, au Sénégal.

## Biographie
Il fait ses premiers pas dans le milieu musical du hip-hop et poursuit ses études jusque vers l'année 93. Il fonde le groupe Daara J avec Ndongo D et El Hadj Man. Il se lance dans une carrière solo gospel, soul et il a sorti son premier album Gospel Journey en mars 2015,.
En avril 2014, il sort son E.P intitulé Untitled, classé 13 du top digital la semaine de sa sortie, où il fait une reprise du titre de la chanteuse Sia Little Black Sandals. La chanteuse a d'ailleurs invité ses followers à partager la version de Faada Freddy sur son compte Twitter en déclarant que c'était la meilleure reprise de Little Black Sandals. Il sort aussi le clip de son single We Sing in Time reprise du groupe The Lonely Forest.
Faada a défendu cet E.P sur scène, a enchaîné les premières parties d'artistes tels que de Imany, Zaz, Ben l'Oncle Soul, Bernard Lavilliers, Asaf Avidan, Tiken Jah Fakoly, Bénabar, Lenny Kravitz (à l'Olympia (Paris) le 30 juin 2015) ainsi que Johnny Hallyday (le 14 juillet 2015 aux Francofolies de La Rochelle).
Son premier album, Gospel Journey, est disponible depuis janvier 2015. Il a la particularité d'avoir été enregistré uniquement à l'aide de voix et percussions corporelles ; sans aucun instrument classique.
Son nouvel album intitulé Golden Cages paraît le 1er mars 2024,,.

## Discographie
- 2015 : Gospel Journey
- 2024 : Golden Cages

### Participations
- 2006 : El Dorado avec Sniper (album "Trait Pour Trait")
- 2014 : Melody Tempo Harmony avec Bernard Lavilliers (album "Acoustique")
- 2016 : La Fille sans nom en duo avec Cécile Corbel (album "Vagabonde")
- 2016 : Christmas 1914 avec The Celtic Social Club
- 2016 : Prend Le Temps avec Kery James (album "Mouhamad Alix")

## Décorations
- Chevalier de l'ordre des Arts et des Lettres, en 2023 par le Ministère de la Culture en France. Il a reçu sa décoration à Dakar le 29 janvier 2024[9].